# Country Club (Florida)
Country Club è un Census-designated place degli Stati Uniti d'America situato nella parte settentrionale della Contea di Miami-Dade dello Stato della Florida.
Secondo le stime del 2010, la città ha una popolazione di 47.105 abitanti su una superficie di 11,70 km².